# Kompleks użytków zielonych bardzo dobrych i dobrych
Kompleks użytków zielonych bardzo dobrych i dobrych (1z) – kompleks do którego zaliczają się łąki i pastwiska znajdujące się na glebach mineralnych i mułowo-torfowych. Są to gleby, które nie są zalewane wodami rzecznymi, ani nie są bagienne, co powoduje, że ich stosunki wodne są odpowiednie lub stają się odpowiednie po regulacji np. po melioracji. Łąki tego kompleksu są dwukośne i mogą wydać ponad 5 ton dobrej jakości siana z 1ha. Wydajność pastwiska pozwala wyżywić 3 krowy w okresie wegetacyjnym. Na kompleksie użytków zielonych bardzo dobrych i dobrych można prowadzić 4-krotny wypas. W klasyfikacji bonitacyjnej zaliczane są do I i II klasy.